# Мкртчян, Раиса Грантовна
Раиса Гра́нтовна Мкртчя́н (арм. Ռաիսա Մկրտչյան, род. 25 февраля 1942, Ереван) — армянская советская эстрадная певица, народная артистка Армении (2006). Одна из ведущих исполнительниц армянской песни второй половины XX века.

## Биография
Родилась в Ереване. Окончила музыкальную школу им. Саят-Новы, музыкальное училище и затем фортепианный факультет Ереванской консерватории.
Ещё в студенческие годы начала выступать в составе Государственного эстрадного оркестра Армении под управлением Константина Орбеляна.
В 1965 году стала лауреатом республиканского песенного фестиваля. Позднее выступала с ансамблем «Крунк» в СССР и за рубежом. В 1966—1969 годах пела в ансамбле Мартына Вартазаряна. Затем стала солисткой эстрадно-симфонического оркестра Гостелерадио Армении.
Особую популярность ей принес песенный цикл «Первое слово моё» на стихи Алисии Киракосян, музыку написал Роберт Амирханян.
Гастролировала в более чем десяти странах, в том числе в США, Франции, Сирии, Ливане, Австралии, Уругвае и Аргентине. В 1975 году стала лауреатом Международного фестиваля в Сопоте (3-я премия).

## Педагогическая деятельность
Преподаёт в музыкально-педагогическом колледже им. Арно Бабаджаняна в Ереване. В 2012 году награждена Золотой медалью Министерства образования и науки Армении.

## Общественная позиция
Выступает с критикой современной армянской эстрады, отмечая низкий уровень музыкального и поэтического материала. Считает, что современные исполнители должны ориентироваться на высокую культуру и вкус.

## Звания и награды
- Заслуженный артист Армянской ССР
- Народный артист Армении (2006)[1]
- Золотая медаль Министерства образования и науки Армении (2012)
- Почётный гражданин Еревана (2015)